# Liste von Künstlernamen koreanischer Opernsänger
Die Liste von Künstlernamen koreanischer Opernsänger bietet eine Übersicht über die Geburtsnamen, deren Übersetzungen sowie korrespondierende Künstlernamen (meist für den Gebrauch im westlichen Kulturkreis ausgewählt) von koreanischen Opernsängern.
| Künstlername(n)                                       | Name   | Geburtsjahr               | Stimmlage (koreanisch)     | Name in Übersetzung (mögliche Übersetzung) | Quellen                                   |
| ----------------------------------------------------- | ------ | ------------------------- | -------------------------- | ------------------------------------------ | ----------------------------------------- |
| Stella An                                             | 안지현 | 1983                      | Sopran (소프라노)          | Ahn Jihyun                                 | Operabase                                 |
| Sujin Bae                                             | 배수진 | 1986                      | Sopran (소프라노)          | Bae Sujin                                  | Operabase                                 |
| Mario Bahg, Mario Seungju Bahg                        | 박승주 | 1990                      | Tenor (테너)               | Bahg Seungju                               | Operabase, Website                        |
| Jeongcheol Cha                                        | 차정철 | 1981                      | Bassbariton (베이스바리톤) | Cha Jeongcheol                             | Operabase                                 |
| Benjamin Cho                                          | 조병익 | 1989                      | Bariton (바리톤)           | Cho Byeong-ik                              | Operabase                                 |
| Sung Jun Cho                                          | 조성준 | 1993                      | Bass (베이스)              | Cho Sung Jun                               | Operabase, Bio                            |
| Heeyun Choi                                           | 최희윤 | 1984                      | Bass (베이스)              | Choi Heeyun                                | Operabase                                 |
| Insik Choi                                            | 최인식 | 1989                      | Bariton (바리톤)           | Choi Insik                                 | Operabase                                 |
| Kyu Chio, Sung Kyu Choi                               | 최성규 | 1990                      | Bariton (바리톤)           | Choi Sung Kyu                              | Operabase, Bio                            |
| Ye Eun Choi                                           | 최예은 | 1990                      | Sopran (소프라노)          | Choi Ye Eun                                | Operabase                                 |
| Younggi Moses Do                                      | 도영기 | 1988                      | Tenor (테너)               | Do Younggi                                 | Operabase                                 |
| Elias Han, Elias Gyungseok Han                        | 한경석 | 1983                      | Bariton (바리톤)           | Han Gyungseok                              | Operabase                                 |
| Kyung Wook Jang                                       | 장경욱 | 1993                      | Bass (베이스)              | Jang Kyung Wook                            | Bio                                       |
| Kwonsoo Jeon                                          | 전권수 | 1985                      | Tenor (테너)               | Jeon Kwonsoo                               | Operabase                                 |
| Eva Jeong                                             | 정선경 | 1988                      | Sopran (소프라노)          | Jeong Seon-kyung                           | Operabase                                 |
| Sua Jo, Pureum Jo                                     | 조푸름 | 1989                      | Sopran (소프라노)          | Jo Pureum                                  | Operabase (Sua Jo), Operabase (Pureum Jo) |
| Seung-Gi Jung                                         | 정승기 | 1979                      | Bariton (바리톤)           | Jung Seung-Gi                              | Operabase                                 |
| Wonyong Kang                                          | 강원용 | 1987                      | Bassbariton (베이스바리톤) | Kang Wonyong                               | Operabase, Bio                            |
| Antonia Kim, Antonia Ahyoung Kim                      | 김아영 | 1991                      | Sopran (소프라노)          | Kim Ahyoung                                | Operabase                                 |
| Beomjin Kim                                           | 김범진 | 1990                      | Tenor (테너)               | Kim Beomjin                                | Operabase                                 |
| Byung Gil Kim                                         | 김병길 | 1989                      | Bassbariton (베이스바리톤) | Kim Byung Gil                              | Operabase                                 |
| Dongho Kim                                            | 김동호 | 1987                      | Bass (베이스)              | Kim Dongho                                 | Operabase                                 |
| Eva Kim Maggio, Eunhee Maggio, Euhnee Kim Maggio      | 김은희 | 1986                      | Sopran (소프라노)          | Kim Eunhee                                 | Operabase                                 |
| Gihoon Kim                                            | 김기훈 | 1991                      | Bariton (바리톤)           | Kim Gihoon                                 | Operabase                                 |
| Leon Kim                                              | 김한결 | 1987                      | Bariton (바리톤)           | Kim Han-gyeol                              | Operabase                                 |
| Hayan Kim, Hayan Bianca Kim                           | 김하얀 | 1989                      | Sopran (소프라노)          | Kim Hayan                                  | Operabase                                 |
| kein Künstlername gefunden                            | 김훈   | 1988                      | Tenor (테너)               | Kim Hun                                    | Bio                                       |
| Hyojong Kim                                           | 김효종 | 1982                      | Tenor (테너)               | Kim Hyojong                                | Operabase                                 |
| Hyona Kim                                             | 김효나 | 1983                      | Mezzosopran (메조소프라노) | Kim Hyona Kim                              | Operabase                                 |
| David Junghoon Kim                                    | 김정훈 | 1988                      | Tenor (테너)               | Kim Junghoon                               | Operabase                                 |
| Konu Kim, Keonwoo Konu Kim                            | 김건우 | 1985                      | Tenor (테너)               | Kim Keonwoo                                | Operabase                                 |
| Ettore Kim, Ettore Kwanghyun Kim                      | 김광현 | 1984                      | Bariton (바리톤)           | Kim Kwanghyun                              | Operabase                                 |
| Minseok Kim                                           | 김민석 | 1984                      | Tenor (테너)               | Kim Minseok                                | Operabase                                 |
| Seiyoung Kim                                          | 김세영 | 1993                      | Tenor (테너)               | Kim Seiyoung                               | Operabase, Website                        |
| Alex Kim                                              | 김성현 | 1984                      | Tenor (테너)               | Kim Seonghyeon                             | Operabase                                 |
| kein Künstlername gefunden                            | 김수연 | 1987                      | Sopran (소프라노)          | Kim Soo Yeon                               | Operabase                                 |
| Young Woo Kim                                         | 김영우 | 1986                      | Tenor (테너)               | Kim Young Woo                              | Operabase                                 |
| Michael Kim, Michael Yunkwon Kim                      | 김윤권 | 1991                      | Tenor (테너)               | Kim Yunkwon                                | Operabase, Bio                            |
| Eunju Kwon                                            | 권은주 | 1985                      | Sopran (소프라노)          | Kwon Eunjoo                                | Operabase                                 |
| Ettore Lee, Ettore Chi Hoon Lee                       | 이치훈 | 1991                      | Bariton (바리톤)           | Lee Chi Hoon                               | Operabase                                 |
| Dongmin Lee                                           | 이동민 | 1990                      | Sopran (소프라노)          | Lee Dongmin                                | Operabase, Bio                            |
| Hanna Lee                                             | 이한나 | 1989                      | Sopran (소프라노)          | Lee Hanna                                  | kein Link gefunden                        |
| David Lee, Ho Chul Lee, David (Ho Chul) Lee           | 이호철 | 1980                      | Tenor (테너)               | Lee Ho Chul                                | Operabase, Bio                            |
| kein Künstlername gefunden                            | 이호준 | 1986                      | Bariton (바리톤)           | Lee Hojoun                                 | Bio                                       |
| Hyejin Lee                                            | 이혜진 | 1993                      | Sopran (소프라노)          | Lee Hyejin                                 | Operabase, Bio                            |
| Isaac Lee, Hyosang Isaac Lee                          | 이효상 | 1983                      | Tenor (테너)               | Lee Hyo Sang                               | Operabase                                 |
| Veronika Lee                                          | 이효은 | 1993                      | Sopran (소프라노)          | Lee Hyoeun                                 | Operabase, Bio                            |
| Marco Lee, Hyunjai Marco Lee                          | 이현재 | 1990                      | Tenor (테너)               | Lee Hyunjai                                | Operabase, Bio                            |
| Leonardo Lee, Leonardo Jang-Won Lee                   | 이장원 | 1987                      | Bariton (바리톤)           | Lee Jang-Won                               | Operabase                                 |
| Jihyun Cecilia Lee                                    | 이지현 | 1989                      | Sopran (소프라노)          | Lee Jihyun                                 | Operabase                                 |
| Junbum Lee                                            | 이준범 | 1987                      | Tenor (테너)               | Lee Junbum                                 | Operabase                                 |
| Junho Lee                                             | 이준호 | 1985                      | Tenor (테너)               | Lee Junho                                  | Operabase                                 |
| Sangmin Lee                                           | 이상민 | 1977                      | Bariton (바리톤)           | Lee Sangmin                                | Operabase                                 |
| Sooyeon Lee                                           | 이수연 | 1988                      | Sopran (소프라노)          | Lee Sooyeon                                | Operabase, Website                        |
| Sehoon Moon                                           | 문세훈 | 1984                      | Tenor (테너)               | Moon Sehoon                                | Operabase                                 |
| Johannes Seokhoon Moon, Johannes Moon, Seok Hoon Moon | 문석훈 | 1984                      | Bass (베이스)              | Moon Seokhoon                              | Operabase, Bio                            |
| Rebecca Oh, Jisun Oh, Rebecca Jisun Oh                | 오지선 | 1990                      | Sopran (소프라노)          | Oh Jisun                                   | Operabase, Bio                            |
| Irina Park, Irina Jae-Eun Park                        | 박재은 | 1987                      | Sopran (소프라노)          | Park Jae-Eun                               | Operabase                                 |
| So Young Park                                         | 박소영 | 1986                      | Sopran (소프라노)          | Park So Young                              | Operabase                                 |
| Sung Kyu Park                                         | 박성규 | 1977                      | Tenor (테너)               | Park Sung Kyu                              | Operabase                                 |
| Lena Ra, Hayoung Ra, Lena Hayoung Ra                  | 라하영 | 1993                      | Sopran (소프라노)          | Ra Hayoung                                 | Operabase, Website                        |
| Yoontaek Rhim                                         | 임윤택 | 1983                      | Bariton (바리톤)           | Rhim Yoontaek                              | Operabase                                 |
| Jisang Ryu                                            | 류지상 | 1982                      | Bass (베이스)              | Ryu Jisang                                 | Operabase                                 |
| Davide Ryu, Davide Yonghyun Ryu                       | 류용현 | 1983                      | Tenor (테너)               | Ryu Yong-Hyun                              | Operabase                                 |
| JeongHyeok Carlo Seo, Jeong-Hyeok Seo                 | 서정혁 | 1985                      | Bariton (바리톤)           | Seo Jeong-Hyeok                            | Operabase                                 |
| Kyounghan Seo                                         | 서경한 | 1987                      | Tenor (테너)               | Seo Kyounghan                              | Operabase                                 |
| Yun-Seong Shim                                        | 심윤성 | 1981                      | Tenor (테너)               | Shim Yun-Seong                             | Operabase                                 |
| Shin Yeo                                              | 여신영 | 1986                      | Bass (베이스)              | Shin Young Yeo                             | Operabase                                 |
| Narea Son                                             | 손나래 | 1990                      | Sopran (소프라노)          | Son Narea                                  | Operabase, Website                        |
| Sung Min Song                                         | 송성민 | 1982                      | Tenor (테너)               | Song Sung Min                              | Operabase, Website                        |
| Taejun Sun                                            | 선태준 | 1988                      | Tenor (테너)               | Sun Taejun                                 | Operabase                                 |
| kein Künstlername gefunden                            | 양귀비 | 1983                      | Sopran (소프라노)          | Yang Guibee                                | Bio                                       |
| Jay Yang                                              | 양제경 | 1985                      | Sopran (소프라노)          | Yang Jegyung                               | Operabase                                 |
| Caleb Yoo                                             | 유명헌 | 1988                      | Bass (베이스)              | Yu Myeong-Heon                             | Operabase                                 |
| Heain Youn                                            | 윤혜인 | 1991                      | Mezzosopran (메조소프라노) | Youn Heain                                 | Operabase                                 |
| Samuel Youn, 사무엘 윤                                | 윤태현 | 1972                      | Bassbariton (베이스바리톤) | Yun Tae-hyeon                              | Operabase                                 |
| Kangyoon Shine Lee                                    | 이강윤 | kein Geburtsjahr gefunden | Tenor                      | Lee Kang-yoon                              | Operabase, Bio                            |